# Abbaye Notre-Dame-du-Réconfort de Saizy
L'Abbaye Notre-Dame-du-Réconfort, dite aussi de la Consolation de la Sainte Vierge, est une ancienne abbaye de moniales cisterciennes située dans la commune de Saizy, dans la Nièvre.
Fondée en 1235 par Mathilde de Courtenay, comtesse de Nevers, elle dépendait de l'ancien diocèse d'Autun. En grande partie détruite après la Révolution (abbatiale) et fortement remaniée au cours du XIXe siècle (bâtiments conventuels), il s'agit aujourd'hui d'une maison de convalescence.

## Localisation
L'ancienne abbaye est localisée au lieu-dit Le Réconfort sur la commune de Saizy, à douze kilomètres de Corbigny et à environ soixante-dix kilomètres de Nevers.
Elle est implantée au cœur d'une petite vallée boisée (au bord du ruisseau de Fontenelle), choix évident et idéal pour une abbaye cistercienne.

## Toponymie
On relève les mentions suivantes du nom de l'abbaye : Monasterium quod dicitur Consolatio Beate Virginis cisterciensis ordinis (1237), Le Confort (1277), Conventus sanctimonialium de Consolatione Beate-Marie (1293), Nostre Dame-de-Confort (1544), Le Reconfort (1709).

## Historique

### Moyen Âge
D'après la Gallia Christiana, l'abbaye du Réconfort, est fondée en 1235 par Mahaut de Courtenay.
Deux ans plus tard, en juin 1237, le pape Grégoire IX adresse une bulle à tous les fidèles de la province de Lyon (dont le diocèse d'Autun fait partie) et accorde des indulgences à tous ceux qui donneraient des aumônes aux moniales pour la reconstruction du monastère de novo aidificare incoeperint et aux besoins des religieuses vivant déjà dans les bâtiments habitables.
Dans une charte datée du 1er avril 1244, Mahaut de Courtenay fait de nombreuses donations à l'abbaye, rappelle rapidement l'histoire de sa fondation (la comtesse avait acheté à Étienne Tondu un bois situé près d'un lieu nommé Maretum, proche de son château de Monceaux) et place le monastère et ses religieuses sous sa protection et celle de ses successeurs.
En avril 1245, Innocent IV confirme la donation de Mahaut et menace d'anathèmes les éventuels perturbateurs de la tranquillité de l'abbaye. La construction de cette dernière est probablement bien avancée puisqu'en septembre de la même année, les abbés de Pontigny, Corbigny, Bourras et l'évêque d'Autun s'y retrouvent pour évoquer une dette que doit l'abbé de Molesme à Mahaut.
Dans son testament daté du 12 juillet 1257, Mahaut de Courtenay demande à être enterrée dans l'abbaye du Réconfort dans laquelle elle fonde une messe quotidienne à perpétuité (dans son premier testament, elle et son mari Hervé de Donzy, avaient pourtant élu sépulture dans l'abbaye de Pontigny). Après son décès, le 29 juillet, elle est donc enterrée dans l'établissement qu'elle a fondé.
Le 21 mars 1479, un accord est passé entre la chartreuse de Basseville et les religieuses du Réconfort d'une part, et Guillaume Faulquier, prieur curé de Thury, d'autre part, au sujet du partage des dîmes de la paroisse de Thury. Cet accord est évoqué un peu moins de deux siècles plus tard, en 1659.

### Époque moderne
Il semble que l'abbaye connaisse plusieurs difficultés au début du XVIIe siècle, elle se relève néanmoins grâce à l'abbesse Angélique de Vievre de Launay. Son épitaphe, reproduite dans la Gallia, revient sur ses actions : 
Cy gist dame Angélique de Vievre de Launay, religieuse professe de Faremoutiers, qui fut abbesse de céans l'an 1634, laquelle ayant trouvé cette maison en ruiné totale, la releva depuis les fondements avec l'assistance des bienfaits de M. de Launay, son père, y rétablit le service divin, et n'ayant trouvé aucune religieuse, en reçut nombre suffisant pour le continuer, et après avoir vescu avec beaucoup d'exemple, pleine de vertu, fit choix de madame Elisabeth de Saint-Aubin, sa religieuse et parente, pour lui succéder, et rendit saintement son âme à Dieu le 9 septembre 1651.
Prenant possession de l'abbaye le 8 septembre 1634, elle s'adresse dès le 1er octobre aux échevins et aux chanoines de Tannay pour qu'elle et ses religieuses puissent venir s'établir dans cette ville pendant les réparations des bâtiments du Réconfort ; ce qui lui est accordé.
L'abbaye, relevée, compte 21 religieuses en 1693 et 23 en 1710.

Le 19 octobre 1708, sous l'abbatiat de Madelaine Hurault de l'Hospital, Edmond Martène, religieux bénédictin effectuant une tournée littéraire à travers la France dans le but de rassembler des matériaux pour la nouvelle édition d'une Gallia Christiana, s'arrête deux jours dans l'abbaye. Voici en intégralité le récit de son passage au Réconfort :
Le jour suivant j'allai à l'abbaye du Réconfort fondée pour des religieuses de l'ordre de Cîteaux l'an 1234 par Mathilde comtesse de Nevers. Deux heures après mon arrivée, l'abbesse qui revenait de Paris, où elle avait gagné deux procès de conséquence, y arriva aussi, et je connus par les cris de joie de ses religieuses, qu'elle en était fort aimée. Je ne voulus point troubler le plaisir que ses sœurs avaient de la recevoir, et j'attendis au lendemain à la saluer. Je lui montrai les lettres de recommandation que j'avais de monsieur de Cîteaux, et aussitôt elle m'ouvrit son monastère, me communiqua sa fondation, et me fit voir tout ce qu'elle avait de titres. Cette maison est presque redevable de tout ce qu'elle est aujourd'hui à madame Angélique de Vievre de Launay religieuse de Faremoutiers, qui en ayant été faite abbesse l'an 1634, y rétablit la régularité avec l'office divin, et en rebâtit les lieux réguliers. Aussi sa mémoire y est-elle en bénédiction.

### La Révolution

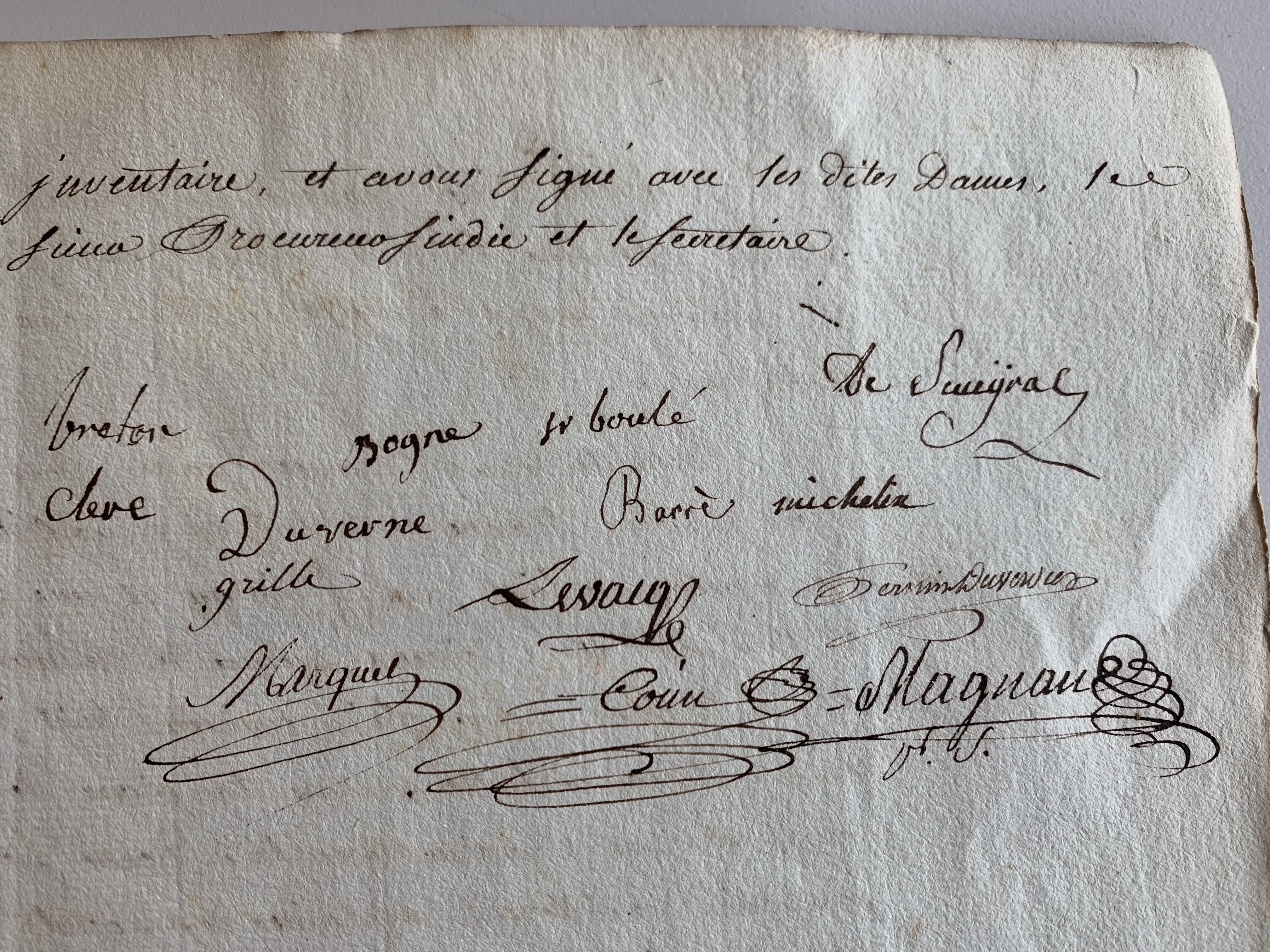
Signatures des religieuses en 1791, ADN 1 Q 922.

D'après un document du 19 avril 1790, le revenu de l'abbaye est de 12 439 livres.
Autour de l'abbesse Marguerite de Seveyrac (55 ans) la communauté est composée de : 
- dix religieuses : Agathe Barré (prieure, 70 ans), Marie Boulet de Sembrèves (sous-prieure, 75 ans), Madeleine Breton de Beauvoisin (chantre, 65 ans), Claudine Marion de la Môle (cellérière, 64 ans), Pétronille Bogne (sacristine, 46 ans), Reine Claire (infirmière, 46 ans), Rose Duverne (33 ans), Marie Grille (22 ans), Anne Aubry (36 ans) et Jeanne Michelin (32 ans) ;
- trois converses : Elisabeth Perraux (70 ans), Jeanne Charle (67 ans) et Thérèse Petit (43 ans) ;
- trois frères donnés : Sébastien Droin (65 ans), Pierre Charle (61 ans) et Léonard Caladin (58 ans) ;
- une sœur donnée : Marie Guenot (36 ans)[13].

Parmi les familiers, on compte également : un laquais, une femme de chambre, une servante d'abbatiale, une servante de cuisine, une servante de tour et une servante d'infirmerie.
Les religieuses et leurs familiers sont dispersées le 1er octobre 1792.

### Époque contemporaine
Vide de ses religieuses, l'ancienne abbaye est achetée par le M. Bardet, de Neuffontaines, qui la détruit pour en vendre les matériaux. Arrêté dans cette opération par les chefs du district de Corbigny, il cède le monastère à M. Brunier, qui l'occupe en 1823.
En 1825, le baron Charles Dupin acquiert les restes et dépendances de l'ancienne abbaye, et après les avoir restaurés et aménagés, en fait sa résidence. Il bâtit les communs, la ferme, crée le parc, l'étang, l'allée d'entrée où il place la grille d'honneur du château de Brèves et termine la terrasse. Entre 1873 et 1898, son gendre, le comte Ferdinand du Hamelle de Breuil transforme les trois salles voûtées de l'entresol de gauche en six caves et six pièces en dessus avec couloir voûté au milieu, restaure dans le style Louis XIII les quatre façades, élève le porche de la chapelle et la porte d'honneur. De 1898 à 1949, son petit fils André termine la restauration des façades, refait tout l'intérieur, augmente les communs, rétablit la salle capitulaire et en fait la chapelle actuelle.
L'ancienne abbaye est finalement réhabilitée en 1987 en maison de convalescence. En 2007, un bâtiment est construit pour accueillir quatre-vingt patients en soins de suite et de réadaptation.

## Architecture
En 1865, Soultrait évoque les restes de l'abbaye dans son répertoire archéologique : 
Grand corps de logis, à pignons en escalier, élevé au XIIIe siècle, mais tout à fait modifié par des remaniements modernes ; au rez-de-chaussée, une salle bien conservée, la salle capitulaire, qui donnait dans le cloître ; deux nefs égales de trois travées, voûtées sur membrures diagonales et arcs-doubleaux à arrête, colonnes rondes à chapiteaux décorés de feuillages.
Aujourd'hui encore, la salle capitulaire et la sacristie sont les seuls vestiges du XIIIe siècle.

### L'église abbatiale et le cloître
Un procès verbal datant du 29 septembre 1793, constate la démolition de plusieurs bâtiments : 
- le corps de bâtiment nommé le vieux pavillon tenant d'une part à la grande cour et d'autre part à l'église est détruit ;
- l'église a été découverte ;
- le corps de bâtiment tenant à l'église du côté du couchant est détruit ;
- les cloîtres sont découverts.

### Salle capitulaire
Elle mesure dix-neuf mètres sur vingt-quatre et est, suivant un parti fréquemment en usage chez les cisterciens, divisée en deux nefs par deux colonnes plantées sur l'axe médian nord sud et couverte de six croisées d'ogives retombant sur les deux colonnes trapues couronnées de chapiteaux garnis de crochets et de feuilles de vigne avec tailloirs octogonaux moulurés en larmier, et, le long des murs, sur des culots. Nervures et doubleaux sont formés d'un tore en amande sur bandeau élégi de deux cavets.

### Sacristie
Voûtée en berceau, elle communiquait avec le cloître et l'église.

### Autres bâtiments
Un vestige de niche ou de lavabo avec arc brisé sur colonnettes (provenant de l'abbatiale ?) a été remployé dans un pavillon du XIXe siècle.
Lors de l'inventaire du mobilier de l'abbaye (18 et 19 janvier 1791), les visiteurs passent dans l'infirmerie, le réfectoire, les cuisines de l'abbaye. Une boulangerie, un pressoir, deux écuries et des greniers sont évoqués.
Une glacière, construite au XVIIIe siècle, se trouve toujours dans le parc.

## Protection

### Le mobilier inscrit
En 1994, une enquête sur le patrimoine de l'ancienne abbaye est menée par Pierre Jugie et Brigitte Fromaget. Une notice est publiée en 1997 et regroupe tous les éléments architecturaux (Base Mérimée) et mobiliers (Base Palissy) du Réconfort. Ces éléments sont inscrits à l'inventaire supplémentaire des MH :
- la salle capitulaire et la sacristie du XIIIe siècle[18] ;
- une statue d'apôtre ou de saint Jean-Baptiste du XVIe siècle[19] ;
- une statue de moine au livre et aux épis du XVIe siècle[20] ;
- une statue dite de Mahaut de Courtenay du XVIe siècle[21] ;
- une statue de saint évêque du XVIe siècle[22] ;
- la dalle funéraire de Guillaume d'Arcy et de sa femme du deuxième quart du XIVe siècle[23] ;
- un ensemble lapidaire (éléments d'architecture, sculptures, fragments de dalles funéraires)[24] ;
- un demi-relief représentant Dieu le Père  du XVIe siècle[25] ;
- un tabernacle en bois du XVIIIe siècle (aujourd'hui dans l'église de Teigny)[26].

### Le mobilier classé

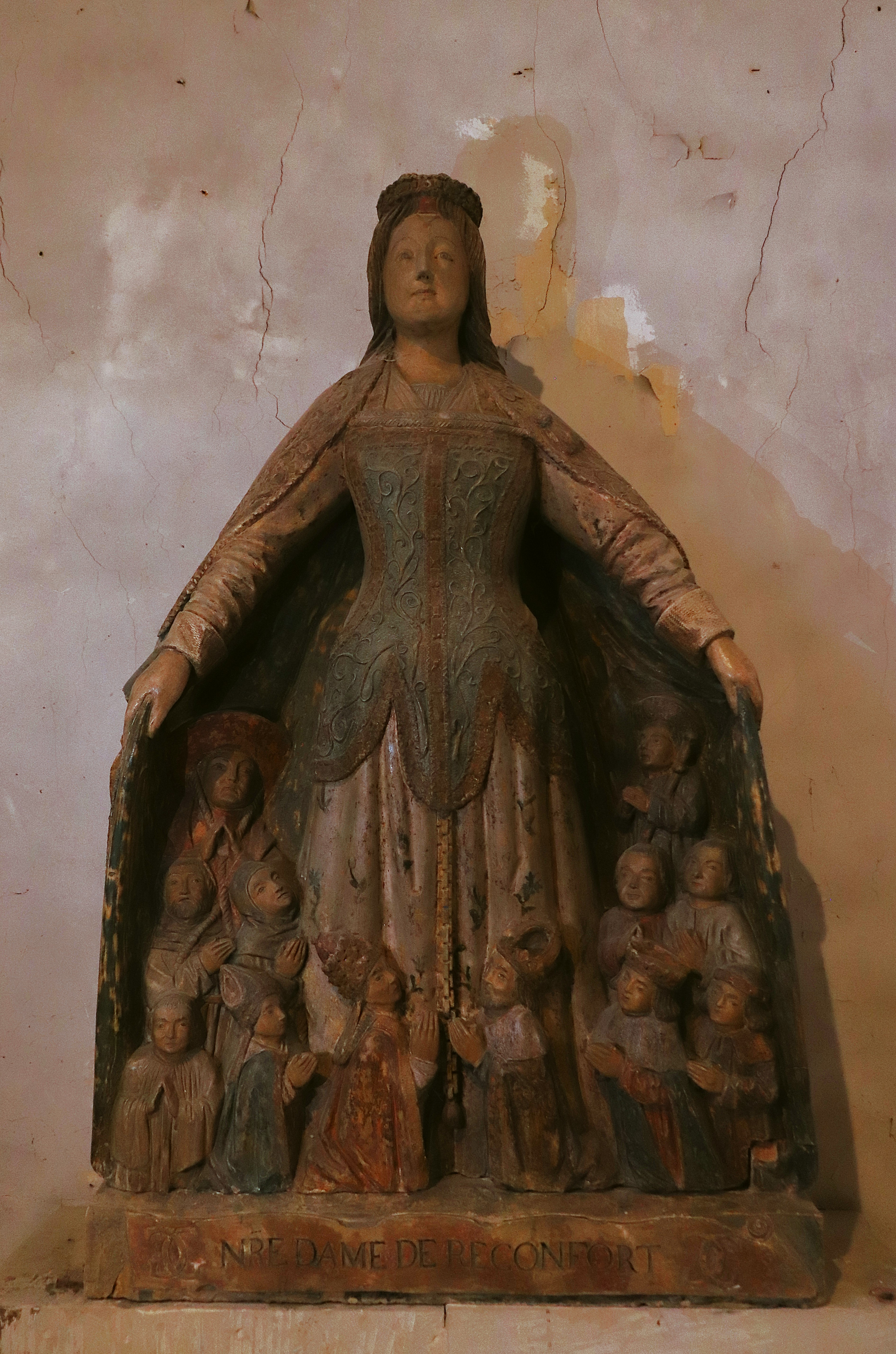
Statue de Notre-Dame de Réconfort.

L'unique élément classé, de l'abbaye est une statue de la Vierge de Miséricorde dite Notre-Dame de Réconfort (aujourd'hui localisée dans l'église de Monceaux-le-Comte) de la fin du XVe ou du début du XVIe siècle,  Classée MH (1907).

Cette statue en pierre polychrome, haute de 1,25 mètres est la seule sculpture nivernaise représentant la Vierge auxiliatrice. Ces dernières sont rares en Bourgogne (deux en Saône-et-Loire, environ sept en Côte d'Or et une dans l'Yonne). 
L'origine de cette représentation est assez obscure : la légende rapporte que la première image représentant la Vierge étendant son manteau pour protéger les fidèles semble être née de la vision, au XIIIe siècle, d'un moine cistercien. Celui-ci aurait vu, en songe, la Vierge cachant les moines de Cîteaux sous les plis de son vaste manteau parce qu'elle les aurait aimés plus que les autres. Dès le XIVe siècle, les sceaux des abbayes cisterciennes reproduisent d'ailleurs cette image.

## Propriétés et fondations

### Propriétés, droits et bénéfices
Lors de la donation de 1244, la comtesse Mahaut laisse de nombreux biens aux religieuses : 
- trois boisseaux d'avoine à prendre annuellement sur les revenus de Montreuillon, cinquante bichets de froment et autant de bichets de farine ;
- certains droits sur les récoltes de Cervon, 25 s. et les bannies de cette ville à percevoir annuellement à la fête de saint Barthélémy ;
- la jouissance de l'étang de Nyorre ;
- dix boisseaux d'avoine à prendre annuellement sur les revenus de Ligny et de Tonnerre et soixante muids de vin pur à prendre tous les ans aux mêmes lieux ;
- tous les droits sur les étangs d'Auxerre et les droits de pesage dans la même ville, ceux de foires et de marchés, avec faculté de céder et vendre ces droits, selon leur bon plaisir ; 40 l. de monnaie courante d'Auxerre à percevoir annuellement pendant la quinzaine de Noël ;
- la terre labourable achetée par la comtesse à Baudoin de Forfère et Dannona, son épouse, et tout ce qui leur a été acquis auprès de Maretum en terres, prés, hommes, bois, en plaines, eaux, cens, coutumes, justices et autres droits (dont huit bichets de froment et seize bichets d'orge) ;
- une pièce de terre labourable achetée également à Étienne Tondu ;
- le bois au milieu duquel l'abbaye a été construite ;
- un pré dans la prairie de Morau ;
- la vigne du Chancelier et plusieurs autres pièces de vignes ;
- le plein usage à perpétuité des bois de Châtillon pour le chauffage et les charpentes des bâtiments, avec le droit de panage dans ces bois pour cinquante porcs.

Mahaut tient quitte de toute charge les terres et les prés que l'abbesse et ses religieuses ont acquis d'Amicia, veuve du seigneur Gaucher de Joigny, chevalier, et de son fils Gaucher, avec leurs dépendances situées près de Monceaux.
Enfin, les religieuses peuvent faire paître leurs bestiaux dans les pâtures communes, et ne sont soumises à aucun droit dans les acquisitions ou tous actes qu'elles font. Les baillis et autres agents de la comtesse, non seulement ne peuvent rien exiger de l'abbaye ou lui occasionner aucune charge, mais ils sont obligés de lui venir en aide en toute circonstance et de défendre ses intérêts.

### Fondations

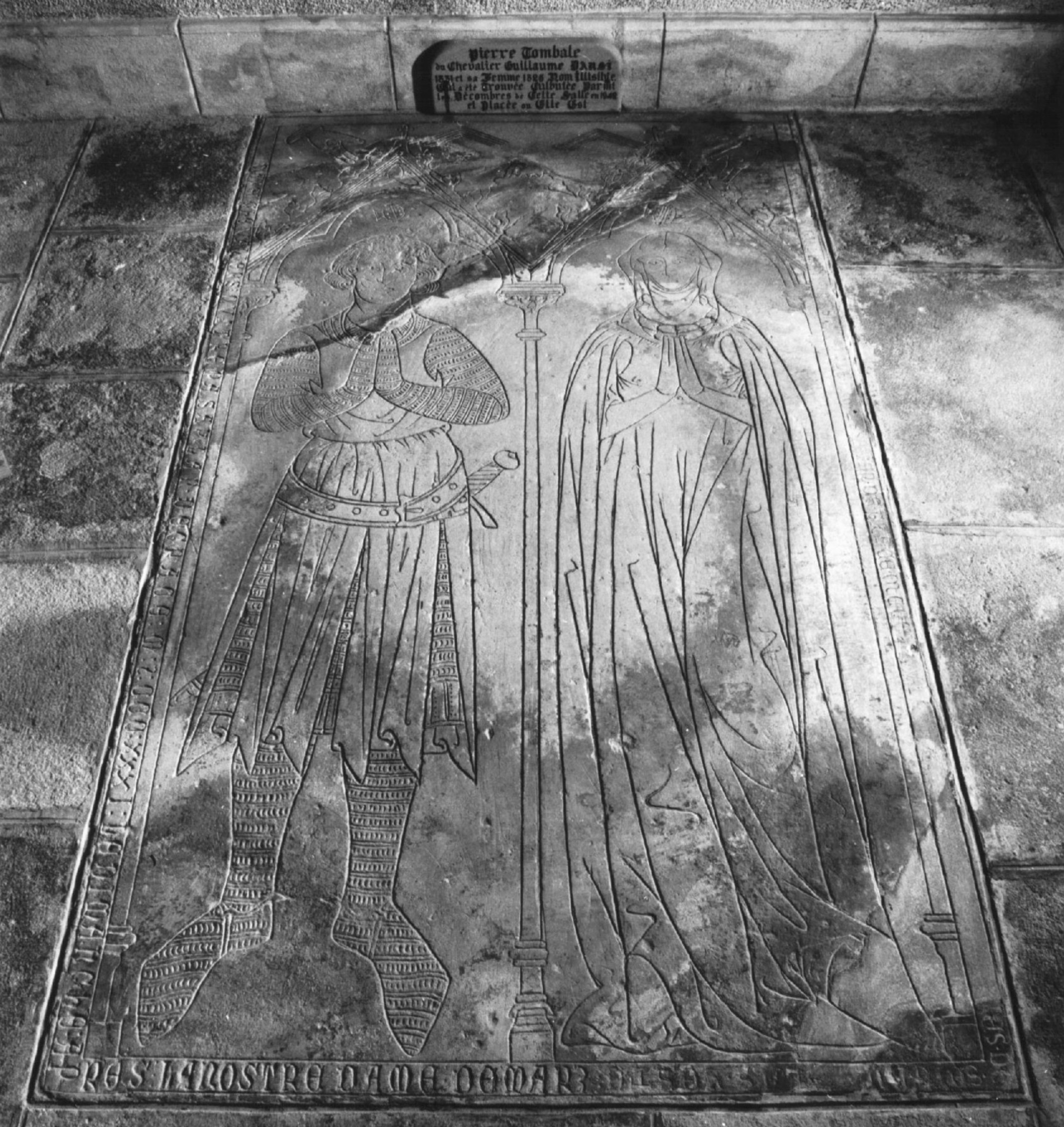
Dalle funéraire de Guillaume d'Arcy et de son épouse.

Plusieurs fondations d'anniversaires, de messes et élections de sépultures sont recensées dans les sources :
- le 12 juillet 1257, Mahaut de Courtenay, fonde une messe à perpétuité et élit sépulture dans l'abbaye[29] ;
- en avril 1271, Jean de Chastellux et sa femme Marie fondent une messe à perpétuité pour eux, leur défunte fille Marguerite (religieuse à l'abbaye) et leurs successeurs pour 30 l. par an[30] ;
- en mai 1277, Guillaume de Crux-la-Ville, laisse dans son testament 20 s. aux religieuses[31] ;
- en décembre 1282, Marie de Vaut, dame de Chastellux et de Bazoches fonde une messe pour 60 s. de rente[32] ;
- en juin 1290, Jean, seigneur de Bazoches, laisse dans son testament 40 s. de pitance pour fonder une messe[33] ;
- en 1325 et 1331, Guillaume d'Arcy et sa femme élisent sépulture dans l'abbaye[23].

## Abbesses
(liste non exhaustive)
- 1247 : Agnès I ;
- s.d. : Mélanie ;
- 1271 : Naravie ;
- 1282 : Agnès II ;
- 1308 : Jolande ;

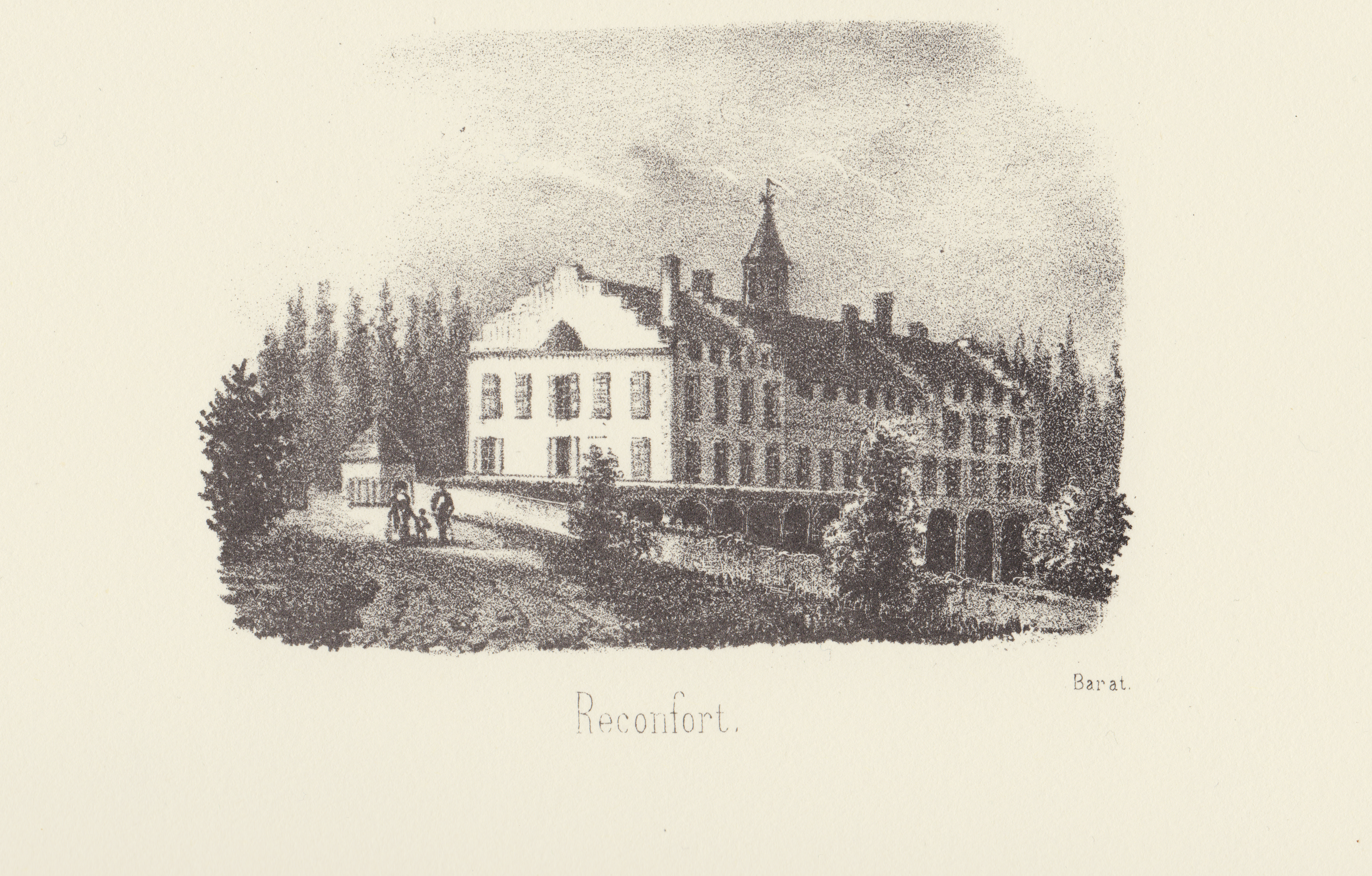
Le Réconfort vers 1840 par Barat.

- 1316 et 1336 : Jeanne de Selliers ou Scellières ;
- 1347 et 1357 : Jeanne II de Baisarie ou Baiserne ;
- 1363 et 1376 : Jolande II de Ruigny ;
- 1388 et 1395 : Agnès III du Plessis ;
- 1401 : Philippe I de la Celle ;
- 1402 : Philippe II de Blancharde ;
- 1418 : Marie I du Champs ;
- 1425 et 1436 : Catherine de Billy ;
- 1440 et 1458 : Agnès IV de Sygilli ou Serilli ;
- 1465 : Catherine II de Boutillac ou Boutillat ;
- 1467 et 1491 : Aalix de la Fin ;
- 1493 et 1498 : Aalix II de Sygilli ou Serilli ;
- 1500 : Agnès IV de Bongards ;
- s.d. : Jeanne III de Bongards ;
- 1520 et 1525 : Philiberte Berthelon, en concurrence avec Anne de Vitry et Jeanne de Certaines ;
- 1525 - 1527 : Jeanne IV de Certaines ;
- 1527 - 1535 : Jeanne V d'Arcy ;
- 1535 - 1540 : Françoise de Brisay ;
- 1541 - 1543 : Jeanne VI Dupré ;
- 1543 : Pregente de Michelle ;
- 1543 - 1578 : Avoye de Blondeau ;
- 1578 - 1580 : Anne I de Blondeau ;
- 1580 - 1591 : Huguette de Blondeau ;
- 1591 - 1592 : Guillemette Veillan ;
- 1598 : Anne II de Blondeau ;
- 1602 - 1615 : Marie II de la Rivière ;
- 1615 - 1633 : Jeanne VII de la Magdelaine de Ragny ;
- 1634 - 1651 : Angélique de Vievre de Launay ;
- 1652 - 1656 : Elisabeth de Saint-Aubin ;
- 1656 - 1685 : Marie le Bourgeois d'Origny ;
- 1685 - 1724 : Madelaine Hurault de l'Hospital ;
- 1724 - 1730 : Marie Françoise Berthe d'Estampes ;
- 1730 - ? : Thérèse Madelaine Joanne de Sommery ;
- ? - 1782 : Jeanne-Marie de Combre de Bressolle ;
- 1782 - 1790 : Margueritte de Seveyrac.

## Armoiries
D'azur, à une sainte vierge d'or.
Voir : Armorial des communautés religieuses du Nivernais